# Chris Prickett
Chris Prickett (ur. 21 września 1983) – kanadyjski zapaśnik. Brąz na mistrzostwach panamerykańskich w 2007 i na igrzyskach wspólnoty narodów w 2010 roku. Jego żona Lindsay Rushton Prickett także jest zapaśniczką.